# Droit polonais
Le droit polonais est le droit de tradition civiliste appliqué en Pologne.

## Sources du droit
L'article 87(1) de la Constitution dispose que la Constitution, les lois, les traités et les règlements sont les sources de droit obligatoire erga omnes en Pologne.

### Constitution
La Constitution de la Pologne est qualifiée de « droit suprême » du pays. Ses dispositions sont d'application directe, sauf disposition contraire.

### Lois (législation)
Le pouvoir législatif est exercé par la Sejm et le Sénat.

### Traités et accords internationaux
L'article 241 de la Constitution dispose :

« Les traités ratifiés jusqu'à présent par la République de Pologne en vertu des dispositions constitutionnelles en vigueur lors de la ratification et publiés au Journal des lois, sont censés être ratifiés en vertu d'une loi d'autorisation préalablement adoptée. Leur sont applicables les dispositions de l'article 91 de la Constitution, s'il résulte du contenu du traité qu'il porte sur les affaires visées au premier alinéa de l'article 89 de la Constitution. »

— Article 241 de la Constitution
Par conséquent, lorsqu'un accord est ratifié par une loi, celui-ci entre dans le droit interne polonais.

### Règlements
Les règlements sont adoptés par le président de la République, le Conseil des ministres, la Compagnie nationale de la radiodiffusion, le président du Comité qui est un membre du Conseil des ministres et un ministre dans son domaine de compétence.
L'article 92(1) de la Constitution dispose que « les règlements sont édictés par les autorités prévues par la Constitution en vertu des délégations détaillées contenues dans la loi et en vue de l'application de celle-ci ».

### Droit local
Les textes de portées locales sont les sources de droit obligatoire erga omnes en Pologne « dans le champ d'activité des autorités qui les ont adoptés ».

## Organisation juridictionnelle
Les juridictions polonaises sont : les tribunaux de districts (rejon), les tribunaux de provinces (okreg) et les cours d'appel. Elles sont compétentes en matière civile, pénale, familiale, etc. La plus haute juridiction est la Cour suprême.
La plus haute juridiction administrative est la Cour administrative suprême.
Les juridictions militaires sont : les tribunaux militaires d'unité et les tribunaux militaires provinciaux.

## Sources

## Compléments